# Альвеола (стоматологія)
Альвеола (лат. alveolus dentalis) — остеологічна (кісткова) структура, що є поглибленням або западиною в щелепі, в якій розташований корінь зуба. Вона утворюється навколишньою кісткою щелепи і служить для кріплення та підтримки зубів у ротовій порожнині. Має спеціальну структуру, призначену для надійного та стабільного розташування зуба в щелепі.